# Robbie Stirling

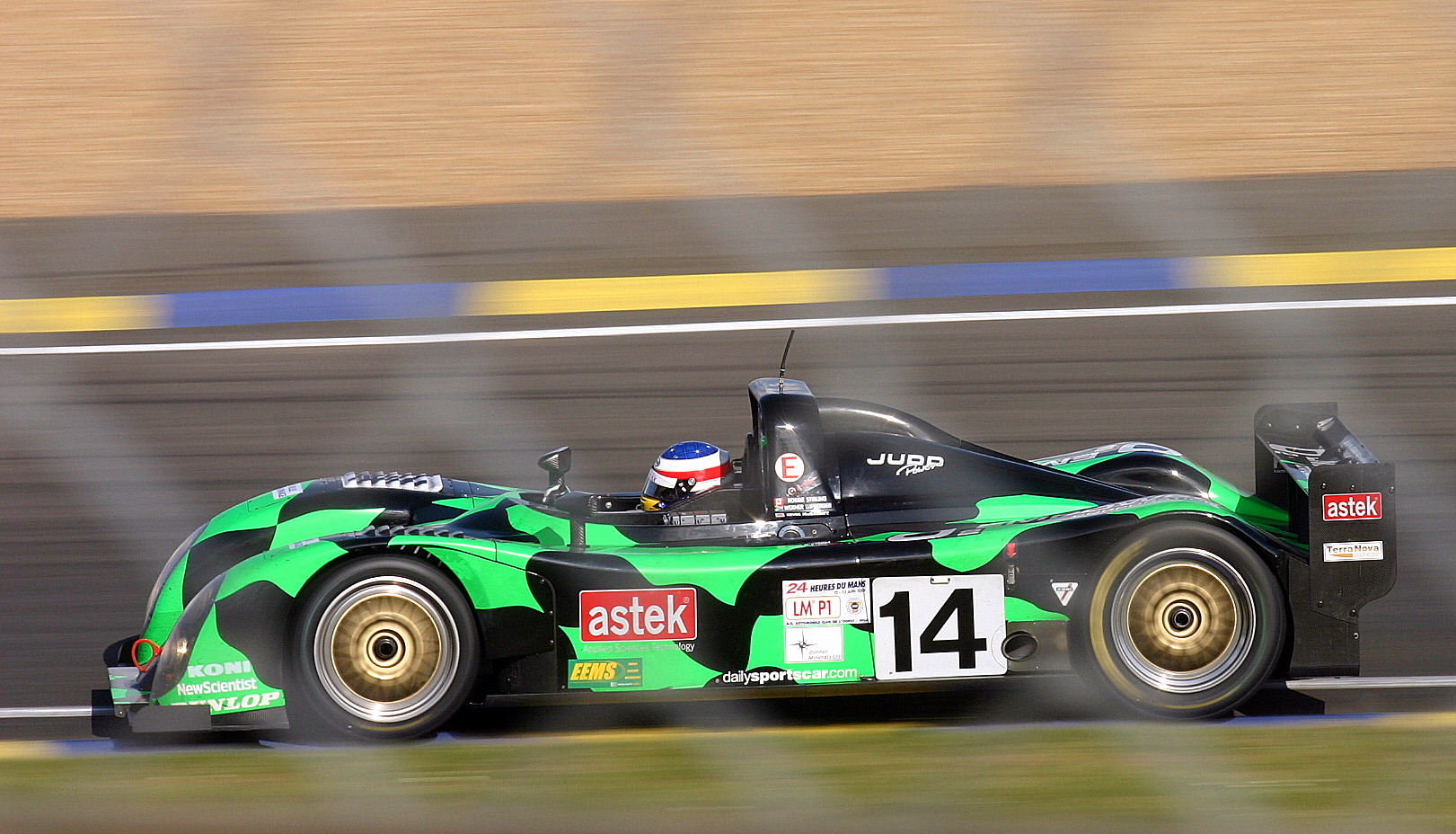
Der Nasamax DM139 von Kevin McGarrity, Werner Lupberger und Robbie Stirling beim 24-Stunden-Rennen von Le Mans 2004

David Rob „Robbie“ Stirling (* 7. September 1960 in Toronto) ist ein kanadischer Unternehmer und ehemaliger Autorennfahrer.

## Karriere als Rennfahrer
Robbie Stirling fuhr in den 1980er-Jahren in Kanada Motocrossrennen und wechselte 1988 zum Automobilsport auf die Rundstrecke. Er kam nach Europa und bestritt im Vereinigten Königreich Touren- und Sportwagenrennen. 1989 gab er sein Debüt beim 24-Stunden-Rennen von Le Mans, wo er bis 2004 insgesamt fünfmal am Start war. Beste Platzierung im Gesamtklassement war der 16. Rang beim Debüt 1989.
Trotz einiger Versuche konnte er in den frühen 1990er-Jahren in der Formel 3000 nicht Fuß fassen. 1993 und 1994 engagierte er sich in der britischen Meisterschaft, die irreführend als Formel-2-Championat bezeichnet wurde. Die Meisterschaft litt unter mangelnder Teilnehmerschaft. 1994 waren nur vier regelmäßige Fahrer am Start. 1993 wurde er Gesamtsechster (Meister Philippe Adams) und 1994 Gesamtvierter (Meister José Luis Di Palma).
In den späten 1990er-Jahren wandte er sich verstärkt der Interserie zu, wo ihm einige Gesamtsiege gelangen. 1995 gewann er auf einem Lola T92/10 die Gesamtwertung der Division III. und 1996 mit dem Lola die Meisterschaft in der Division I.
Mit dem Ablauf der Saison 2004 trat er vom professionellen Motorsport zurück und gründete ein Unternehmen, das Rennveranstaltungen vermarktet.

## Statistik

### Le-Mans-Ergebnisse
| Jahr | Team                   | Fahrzeug      | Teamkollege     | Teamkollege      | Platzierung | Ausfallgrund         |
| ---- | ---------------------- | ------------- | --------------- | ---------------- | ----------- | -------------------- |
| 1989 | Team Mako              | Spice SE88C   | Ross Hyett      | Don Shead        | Rang 16     |                      |
| 1990 | Team Mako              | Spice SE88C   | Ross Hyett      | James Shead      | Rang 25     |                      |
| 1991 | Repsol Brun Motorsport | Porsche 962C  | Harald Huysman  | Bernard Santal   | Ausfall     | Zylinderkopfdichtung |
| 2003 | Team Nasamax           | Reynard 01Q   | Romain Dumas    | Werner Lupberger | Ausfall     | Feuer                |
| 2004 | Team Nasamax           | Nasamax DM139 | Kevin McGarrity | Werner Lupberger | Rang 17     |                      |

### Sebring-Ergebnisse
| Jahr | Team         | Fahrzeug    | Teamkollege  | Teamkollege | Platzierung | Ausfallgrund |
| ---- | ------------ | ----------- | ------------ | ----------- | ----------- | ------------ |
| 2003 | Team Nasamax | Reynard 01Q | Romain Dumas | Bryan Herta | Ausfall     | Motorschaden |

### Einzelergebnisse in der Sportwagen-Weltmeisterschaft
| Saison | Team                    | Rennwagen   | 1   | 2   | 3   | 4   | 5   | 6   | 7   | 8   | 9   |
| ------ | ----------------------- | ----------- | --- | --- | --- | --- | --- | --- | --- | --- | --- |
| 1989   | Team Mako               | Spice SE88C | SUZ | DIJ | JAR | BRH | NÜR | DON | SPA | MEX |     |
| 1989   | Team Mako               | Spice SE88C |     |     | DNF | 11  | 17  | 14  | 11  |     |     |
| 1990   | Chamberlain Engineering | Spice SE89C | SUZ | MON | SIL | SPA | DIJ | NÜR | DON | MOT | MEX |
| 1990   | Chamberlain Engineering | Spice SE89C |     |     |     | 18  |     |     |     |     |     |
| 1991   | Brun Motorsport         | Porsche 962 | SUZ | MON | SIL | LEM | NÜR | MAG | MEX | AUT |     |
| 1991   | Brun Motorsport         | Porsche 962 | DNF |     |     |     |     |     |     |     |     |